# Dolerus madidus
Dolerus madidus är en stekelart som först beskrevs av Johann Christoph Friedrich Klug 1818.  Dolerus madidus ingår i släktet Dolerus, och familjen bladsteklar. Arten är reproducerande i Sverige.